# Last Night (singel)
„Last Night” – utwór hip-hopowy stworzony na czwarty solowy album studyjny amerykańskiego rapera Diddy'ego pt. Press Play (2006). Wyprodukowany przez Mario Winansa oraz nagrany z gościnnym udziałem wokalistki R&B Keyshi Cole. Został wydany jako trzeci singel promujący krążek 15 listopada 2006 roku.
Singel objął pozycje w Top 10 list przebojów w Finlandii (miejsce czwarte), Irlandii (miejsce dziewiąte) i Stanach Zjednoczonych (dziesiąte miejsce notowania Billboard Hot 100). Uplasował się także na czternastej pozycji zestawienia UK Singles Chart oraz dwudziestej trzeciej na Canadian Hot 100.